# Дрікунґ Каґ'ю

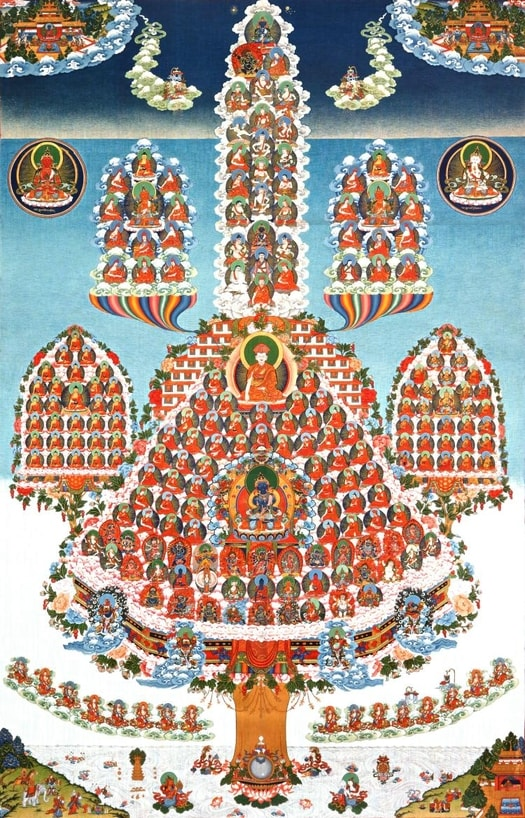
Дерево лінії Дрікунґ Каґ'ю

Лінія Дрікунґ Каґ'ю є однією з восьми «малих» ліній Каґ'ю, заснована у 1179 році великим духовним майстром Кйобпа Джіктеном Сумґоном.

## Походження вчень
Ґамбопа об'єднав три лінії дорогоцінних вчень, що сформувались шляхом передачі Буддових вчень від реалізованих майстрів їхнім учням:
- Лінія Чудового Благословення Реалізації. Від Ваджрадгари вона перейшла до Тілопи, від Тілопи до Наропи, від Наропи до Марпи, від Марпи до Міларепи, а від Міларепи до Ґамбопи.
- Лінія Глибокого Бачення. Ця лінія перейшла від Будди Шак'ямуні до Наґарджуни, потім до Чандракірті, Атіши, до Ґамбопи.
- Лінія Широкої Дії. Манджушрі отримав від Будди Шак'ямуні, Манджушрі передав її Майтреї, Майтрея — Асанзі, і так до Атіши, а від Атіши до Ґамбопи.

Ґамбопа отримав глибокі вчення, таємні усні передачі та благословення цих трьох ліній і передав їх Пхаґмо Друґпі. Від самого Ґамбопи походять чотири «Великі» лінії Каґ'ю, а від учнів Пхаґмо Друґпи йдть вісім «Малих» ліній. З «Великих» ліній лишається широко розповсюдженою тільки школа Карма Каґ'ю, а серед малих — продовжують існувати незалежно тільки Дрікунґ Каґ'ю, Друґпа Каґ'ю та Таклунґ Каґ'ю.
Пхаґмо Друґпа пророкував, що вчення та благословення лінії триватимуть завдяки Джіктену Сумґону, який отримав від Пхаґмо Друґпи вчення, усні передачі та посвячення. Джіктен Сумґон передав все це, включно з Шістьма Йоґами Наропи, своєму головному учневі, Ґураві Цултрім Дордже, від якого вчення лінії Дрікунг Каг'ю неперервно передавалися великими майстрами аж до теперішніх 37-го та 36-го тримачів лінії передачі — Його Святості Дрікунґ К'ябґон Четцанґ Рінпоче та Його Святості Дрікунґ К'ябґон Чунґцанґ Рінпоче.

## Поширення
Перший та головний монастир лінії Дрікунґ Каґ'ю — монастир Дріґунґ був заснований у 1179 Джіктен Сумґоном (1143—1217), розташований приблизно за 150 кілометрів на північний схід від столиці Тибету — Лхаси.
Лінія Дрікунґ Каґ'ю широко розповсюджена у долині Дріґунґ, що у регіоні Тибету У-Цанґ, у Нанґчені, що в регіоні Кхам, в західному Тибеті (включаючи Кайлас), та у Ладакху, що в Індії. Також необхідно відмітити значну присутність практикантів Дрікунґ Каґ'ю у Царі та Лапчі — двох надзвичайно важливих та священних місцях для всіх тибетських буддистів.
Лінія Дрікунґ Каґ'ю широко розповсюджена у світі і сьогодні налічується понад 100 центрів Дрікунґ Каґ'ю у 37 країнах світу, у тому числі і в Україні.

## Духовні лідери
Сьогодні духовними лідерами є Його Святість Дрікунґ К'ябґон Четцанґ Рінпоче та Його Святість Дрікунґ К'ябґон Чунґцанґ Рінпоче. 37-ий Дрікунґпа, Його Святість К'ябґон Четцанґ Рінпоче живе в Інституті Дрікунґ Каґ'ю, що в місті Дера Дун (Індія) та їздить по всьому світу, даючи посвячення та вчення. Під його керівництвом створений проект направлений на покращення екології та застосування «зелених» технологій, він є активним учасником наукових конференцій присвячених проблемам екології та навколишнього середовища.. 36-ий Дрікунґпа, Його Святість К'ябґон Чунґцанґ Рінпоче проживає у Лхасі, Тибеті де він є заступником генерального секретаря Управління у справах релігій.

## Доктрина
Основні положення Дрікунґ Каґ'ю, яким вчив Джіктен Сумґоном, записані у творах «Єдиний Намір» (Вайлі: dgongs gcig) та «Сутність Вчень Магаяни» (Вайлі: theg chen bstan pa'i snying po). Надзвичайно важливу роль у практиках Дрікунґ Каґ'ю відіграє просвітлений намір любові та співчуття, відомий як Бодгічітта, а також надзвичайна відданість Вчителеві.
Практики та вчення Дрікунґ Каґ'ю включають загальні та надзвичайні основоположні практики (Ньондро), практики Їдама, а головними та найбільш сутнісними практиками є «П'ятищаблева Магамудра» та «Шість Йоґ Наропи».

### Пхова
Лінія Дрікунґ Каґ'ю особливо відома практикою Пхови (одна з Йоґ Наропи), в якій практикант навчається переносити свою свідомість у момент смерті. За допомогою особливої практики та тонкого усвідомлення під час смерті, досвідчений практикант може досягнути просвітлення у Бардо (стан між моментом смерті та наступним народженням) або досягнути народження, сприятливого для практики Дгарми.

### Практики захисниці Ачі
Також унікальною рисою лінії є практика захисниці Ачі Чок'ї Дролми, яка була прабабусею Джіктена Сумґона. Вона дала обітницю захищати вчення Дгарми та відданих практикантів від різних перешкод на їх шляху. Ачі є особливою тим, що є одночасно жіночим захисником, а також просвітленою Бодгісатвою — тому існують як практики захисниці Ачі, так і садгани Ачі, де вона виступає в ролі просвітленого Їдама.